# Celia en el mundo
Celia en el mundo es el cuarto en la serie de libros infantiles por la escritora española Elena Fortún.  Es una colección de historias publicadas en la revista "Blanco y Negro," que fueron luego publicadas en forma de libro por la editorial Aguilar en 1934.  En la serie, el libro sigue a Celia novelista (1934), pero la historia en realidad continúa donde se había dejado en Celia en el colegio (1932).  En Celia en el mundo, la protagonista, Celia Gálvez de Montalbán, se encuentra viviendo con su tío Rodrigo en su casa en Madrid mientras sus padres están en París.  El tío, sin permiso o autorización de su hermano y su cuñada, había tomado la libertad de sacar a la niña del convento donde la habían dejado sus padres.  Al igual que los libros que preceden este cuarto volumen, Celia en mundo reflejaba de una manera realista la España en los años 30, con la amenaza de la guerra civil y los muchos cambios sociales de la época; todos contados desde la perspectiva de Celia, siempre de una manera ingenua, pero a la vez ingeniosa e inocente.  Con frecuencia, las aventuras de Celia y sus conversaciones con los adultos reflejaban las ideas, a veces despectivas, hacía diversos grupos sociales y geográficos como los moros, los gallegos, los franceses y también los religiosos.  Diferentes ediciones de Celia en el mundo tienen ilustraciones hechas por diferentes artistas; la primera edición contenía dibujos de Molina Gallent, pero futuras ediciones los reemplazaban con el arte de M. Palacios y Gori Muñox.  Celia en el mundo fue el primer libro de la serie  que no fue utilizado para la adaptación de José Luis Borau en la serie de 1992, "Celia"; Borau y la escritora y guionista Carmen Martín Gaite escribieron un guion basado en el libro, pero el rodaje nunca se llevó a cabo. En 1935 se publicó en forma de libro el quinto volumen de la historia de Celia Gálvez, Celia y sus amigos.